# Art Babbitt
Art Babbitt, pseudonimo di Arthur Harold Babitsky (Omaha, 8 ottobre 1907 – Los Angeles, 4 marzo 1992), è stato un animatore, regista e attivista statunitense.

Ha collaborato soprattutto con Walt Disney.

## Biografia
Fu sposato con Marge Champion dal 1937 al 1940, anno nel quale divorziò. Dal 1949 al 1963 fu sposato con Annemarie Dinah Gottlieb, dalla quale ebbe due figli. La sua ultima moglie fu Barbara Perry, dal 1967 fino alla morte, che lo colse il 4 marzo 1992.

## Filmografia

### Animatore
- Il ragazzo del Klondike (The Klondike Kid) (1932)
- Papà Natale (Santa's Workshop) (1932)
- Topolino e lo scienziato pazzo (The Mad Doctor) (1933)
- Laggiù nel Medioevo (Ye Olden Days) (1933)
- Serata di gala a Hollywood (Mickey's Gala Premier) (1933)
- I tre porcellini (Three Little Pigs) (1933)
- Ninna nanna (Lullaby Land) (1933)
- Il piffero magico (The Pied Piper) (1933)
- Concorso ippico (The Steeple Chase) (1933)
- Kong-King (The Pet Store) (1933)
- Il negozio di porcellane (The China Shop) (1934)
- La cicala e la formica (The Grasshopper and the Ants) (1934)
- Pluto si diverte (Playful Pluto) (1934)
- Topolino nel paese dei nani (Gulliver Mickey) (1934)
- I coniglietti buffi (Funny Little Bunnies) (1934)
- La gallinella saggia (The Wise Little Hen) (1934)
- Pinguini innamorati (Peculiar Penguins) (1934)
- La dea della primavera (The Goddess of Spring) (1934)
- Topolino nel Far West (Two-Gun Mickey) (1934)
- Topolino meccanico (Mickey's Service Station) (1935)
- Il lago incantato (Water Babies) (1935)
- Topolino giardiniere (Mickey's Garden) (1935)
- Pattinaggio (On Ice) (1935)
- Giocattoli rotti (Broken toys) (1935)
- Partita di polo (Mickey's Polo Team) (1936)
- Giorno di trasloco (Moving Day) (1936)
- Il cugino di campagna (The Country Cousin) (1936)
- Topolino cacciatore (Moose Hunters) (1937)
- I tifosi di Topolino (Mickey's Amateurs) (1937)
- Biancaneve e i sette nani (Snow White and the Seven Dwarfs) (1937)
- Topolino e i fantasmi (Lonesome Ghosts) (1937)
- Caccia al polo (Polar Trappers) (1938)
- Topolino, Pippo e Paperino cacciatori di balene (The Whalers) (1938)
- Ferdinando il toro (Ferdinand the Bull) (1938)
- Pippo e il grillo pescatore (Goofy and Wilbur) (1939)
- Pinocchio (1940)
- Pippo e l'aliante (Goofy's Glider) (1940)
- Fantasia (1940)
- Problemi di bagaglio (Baggage Buster) (1941)
- Dumbo - L'elefante volante (Dumbo) (1941)
- L'arte dell'autodifesa (The Art of Self Defense) (1941)
- Il macinino volante (The Flying Jalopy) (1943)
- Il gioco del football (How to Play Football) (1944)
- Paperino collezionista d'insetti (Bootle Beetle) (1947)
- Bongo e i tre avventurieri (Fun & Fancy Free) (1947)
- Pippo e le anitre (Foul Hunting) (1947)
- All'ippodromo (They're Off) (1948)
- Alice nel Paese delle Meraviglie (Alice in Wonderland) (1949)
- Ragtime Bear (1949)
- Rooty Toot Toot (1951)
- The Family Circus (1951)
- Barefacted Flatfoot(1951)
- Fuddy Duddy Buddy (1951)
- Grizzly Golfer (1951)
- Letto matrimoniale (The Fourposter) (1952)
- A Date with Dizzy (1958)
- Of Men and Demons (1969)
- Everybody Rides The Carousel (1975)
- Raggedy Ann & Andy: A Musical Adventure (1977) regia di Richard Williams
- The Thief and the Cobbler (1993) regia di Richard Williams

### Regista
- Giddyap (1950)
- The Popcorn Story (1950)
- The Family Circus (1951)
- Job Evaluation and Merit Rating (1953)
- The Lone Ranger (1966) - serie tv

## Riconoscimenti
- 1974 – Winsor McCay Award
- 1985 – Golden Award